# NGC 6054
NGC 6054 est une lointaine galaxie lenticulaire située dans la constellation d'Hercule. Sa vitesse par rapport au fond diffus cosmologique est de 10 308 ± 7 km/s, ce qui correspond à une distance de Hubble de 152,0 ± 10,6 Mpc (∼496 millions d'al). NGC 6054 a été découverte par l'astronome américain Lewis Swift en 1886. Cette galaxie a aussi été observée par l'astronome Guillaume Bigourdan le 1er juin 1888 et elle a été inscrite à l'Index Catalogue sous la désignation IC 1183.
À ce jour, deux mesures non basées sur le décalage vers le rouge (redshift) donnent une distance de 149,500 ± 27,577 Mpc (∼488 millions d'al), ce qui est à l'intérieur des valeurs de la distance de Hubble.
NGC 6054 fait partie du superamas d'Hercule. Steinicke utilise la désignation DRCG 34-... pour plusieurs galaxies du superamas d'Hercule. Cette désignation indique que ces galaxies figurent au catalogue des amas galactiques d'Alan Dressler. Le nombre 34 correspond au 34e amas du catalogue, soit Abell 2151, et les chiffres suivant 34 et le tiret indiquent le rang de la galaxie dans la liste.
Pour NGC 6054 la base de données NASA/IPAC utilisent les désignations suivantes : 
- ABELL 2151:[D80] 077  pour le catalogue de Dressler ;
- ABELL 2151:[BO85] 016 pour le l'article de Butcher et Oemler[8] ;
- ABELL 2151:[MGT95] 117 pour l'article Maccagni, Garilli et Tarenghi[9] ;
- ABELL 2151:[FBD2002] k01 pour l'article de Fasano, Bettoni et D'Onofrio[10].